# 2012–2013-as angol labdarúgó-ligakupa
A 2012–2013-as angol labdarúgó-ligakupa, vagy más néven Capital One az Angol Ligakupa 53. szezonja; egy kieséses rendszerű kiírás Anglia és Wales 92 profi labdarúgócsapata számára. A győztes a 2013–2014-es Európa-liga harmadik selejtezőkörében indulhat, ha nem került be egyik európai kupasorozatba sem. A címvédő a Liverpool, akik a 2011–12-es szezonban történetük során nyolcadjára hódították el a kupát.

## Első kör
Az első kört 2012. június 14-én 10:30 (CEST) sorsolták ki, 70 csapat 35 mérkőzést játszott augusztus 11-14. között.
| 2012. augusztus 11. 16:00 CEST |

| Rochdale                               | 3–4               | Barnsley                               |
| -------------------------------------- | ----------------- | -------------------------------------- |
| Tutte 6' Kennedy 94' (11-esből) 105+2' | (1–1) Jegyzőkönyv | 45' Stones 79' Davies 95' 105' Dagnall |

| Spotland Stadium, Rochdale Nézőszám: 2709 Játékvezető: Gary Sutton |

| 2012. augusztus 11. 16:00 CEST |

| Notts County | 0–1               | Bradford City |
| ------------ | ----------------- | ------------- |
|              | (0–0) Jegyzőkönyv | 95' Hanson    |

| Meadow Lane, Nottingham Nézőszám: 3460 Játékvezető: Darren Deadman |

| 2012. augusztus 11. 16:00 CEST |

| Hull City                                              | 1–1               | Rotherham United                                   |
| ------------------------------------------------------ | ----------------- | -------------------------------------------------- |
| McLean 70'                                             | (0–0) Jegyzőkönyv | 52' Ainsworth                                      |
| Büntetőpárbaj                                          |                   |                                                    |
| Fryatt Koren McLean Proschwitz Chester Stewart Cairney | 7–6               | Noble Mullins Agard Árnason Pringle Taylor Bradley |

| KC stadion, Kingston upon Hull Nézőszám: 6569 Játékvezető: Darren Sheldrake |

| 2012. augusztus 11. 16:00 CEST |

| Carlisle United | 1–0               | Accrington Stanley |
| --------------- | ----------------- | ------------------ |
| Robson 39'      | (1–0) Jegyzőkönyv |                    |

| Brunton Park, Carlisle Nézőszám: 2924 Játékvezető: Nigel Miller |

| 2012. augusztus 11. 16:00 CEST |

| Doncaster Rovers          | 1–1               | York City                    |
| ------------------------- | ----------------- | ---------------------------- |
| Brown 74' (11-esből)      | (0–0) Jegyzőkönyv | 65' Culson                   |
| Büntetőpárbaj             |                   |                              |
| Brown Woods Bennett Blake | 4–2               | Culson Challinor Potts Blair |

| Keepmoat Stadium, Doncaster Nézőszám: 4937 Játékvezető: Graham Salisbury |

| 2012. augusztus 11. 16:00 CEST |

| Crewe Alexandra                                 | 5–0               | Hartlepool United |
| ----------------------------------------------- | ----------------- | ----------------- |
| Leitch-Smith 7' Clayton 13' 39' Pogba 34' 90+1' | (4–0) Jegyzőkönyv |                   |

| Alexandra Stadium, Crewe Nézőszám: 2501 Játékvezető: Carl Boyeson |

| 2012. augusztus 11. 16:00 CEST |

| Bury       | 1–2               | Middlesbrough         |
| ---------- | ----------------- | --------------------- |
| Hughes 64' | (0–1) Jegyzőkönyv | 33' Emnes 61' Ledesma |

| Gigg Lane, Bury Nézőszám: 2964 Játékvezető: Mick Russell |

| 2012. augusztus 11. 16:00 CEST |

| Sheffield United                             | 2–2               | Burton Albion                             |
| -------------------------------------------- | ----------------- | ----------------------------------------- |
| Blackman 51' Collins 105'                    | (0–1) Jegyzőkönyv | 34' Yussuf 97' Taylor                     |
| Büntetőpárbaj                                |                   |                                           |
| Quinn Collins Maguire McDonald McMahon Doyle | 4–5               | Weir Bell McCrory Webster Richards Taylor |

| Bramall Lane, Sheffield Nézőszám: 7073 Játékvezető: Trevor Kettle |

| 2012. augusztus 11. 16:00 CEST |

| Leeds United                                               | 4–0               | Shrewsbury Town |
| ---------------------------------------------------------- | ----------------- | --------------- |
| Becchio 20' Varney 26' Norris 66' McCormack 70' (11-esből) | (2–0) Jegyzőkönyv |                 |

| Elland Road, Leeds Nézőszám: 18194 Játékvezető: Mark Haywood |

| 2012. augusztus 11. 16:00 CEST |

| Cheltenham Town            | 1–1               | Milton Keynes Dons                    |
| -------------------------- | ----------------- | ------------------------------------- |
| Mohamed 58'                | (0–1) Jegyzőkönyv | 45+2' Bowditch                        |
| Büntetőpárbaj              |                   |                                       |
| Jones Duffy Harrad Mohamed | 3–5               | Bowditch MacDonald MacKenzie Kay Lowe |

| Abbey Business Stadium, Cheltenham Nézőszám: 1660 Játékvezető: Steve Rushton |

| 2012. augusztus 11. 16:00 CEST |

| Wolverhampton Wanderers                           | 1–1               | Aldershot Town                                |
| ------------------------------------------------- | ----------------- | --------------------------------------------- |
| Ebanks-Blake 53'                                  | (0–0) Jegyzőkönyv | 62' Rankine                                   |
| Büntetőpárbaj                                     |                   |                                               |
| Ebanks-Blake Hunt Ward Johnson Henry Nouble Forde | 7–6               | Payne Reid Rankine Rodman Herd Morris Roberts |

| Molineux Stadium, Wolverhampton Nézőszám: 11555 Játékvezető: James Adcock |

| 2012. augusztus 11. 16:00 CEST |

| Walsall     | 1–0               | Brentford |
| ----------- | ----------------- | --------- |
| Hemmings 8' | (1–0) Jegyzőkönyv |           |

| Banks's Stadium, Walsall Nézőszám: 2248 Játékvezető: Andy Woolmer |

| 2012. augusztus 11. 16:00 CEST |

| Watford      | 1–0               | Wycombe Wanderers |
| ------------ | ----------------- | ----------------- |
| Iwelumo 109' | (0–0) Jegyzőkönyv |                   |

| Vicarage Road, Watford Nézőszám: 5343 Játékvezető: Carl Berry |

| 2012. augusztus 12. 16:00 CEST |

| Blackpool    | 1–2               | Morecambe                 |
| ------------ | ----------------- | ------------------------- |
| Baptiste 77' | (0–1) Jegyzőkönyv | 6' Alessandra 56' Fleming |

| Bloomfield Road, Blackpool Nézőszám: 6083 Játékvezető: Paul Tierny |

| 2012. augusztus 13. 20:45 CEST |

| Fleetwood Town | 0–1               | Nottingham Forest |
| -------------- | ----------------- | ----------------- |
|                | (0–0) Jegyzőkönyv | 57' Blackstock    |

| Highbury Stadium, Fleetwood Nézőszám: 3611 Játékvezető: Michael Naylor |

| 2012. augusztus 13. 20:45 CEST |

| Preston North End | 2–0               | Huddersfield Town |
| ----------------- | ----------------- | ----------------- |
| King 29' Wroe 40' | (2–0) Jegyzőkönyv |                   |

| Deepdale, Preston Nézőszám: 5500 Játékvezető: Rob Lewis |

| 2012. augusztus 13. 20:45 CEST |

| Oldham Athletic    | 2–4               | Sheffield Wednesday                     |
| ------------------ | ----------------- | --------------------------------------- |
| Slew 7' M'voto 27' | (2–0) Jegyzőkönyv | 53' Johnson 62' 70' O'Grady 87' Antonio |

| Boundary Park, Oldham Nézőszám: 3474 Játékvezető: Eddie Ilderton |

| 2012. augusztus 14. 20:45 CEST |

| Derby County                                                     | 5–5               | Scunthorpe United                                                |
| ---------------------------------------------------------------- | ----------------- | ---------------------------------------------------------------- |
| Keogh 30' Buxton 34' 53' Robinson 40' Tyson 83'                  | (3–0) Jegyzőkönyv | 52' Barcham 63' Grella 73' 90+7' (11-esből) Grant 90+5' Jennings |
| Büntetőpárbaj                                                    |                   |                                                                  |
| Davies Tyson Brayford Keogh Robinson Jacobs Coutts Buxton Naylor | 6–7               | Grella Kennedy Walker Duffy Grant Newey Ryan Mirfin Jennings     |

| Pride Park Stadion, Derby Nézőszám: 4724 Játékvezető: Dean Mohareb |

| 2012. augusztus 14. 20:45 CEST |

| Port Vale | 1–3               | Burnley                          |
| --------- | ----------------- | -------------------------------- |
| Shuker 9' | (1–3) Jegyzőkönyv | 11' McCann 29' Austin 42' Marney |

| Vale Park, Stoke-on-Trent Nézőszám: 4055 Játékvezető: Andy Haines |

| 2012. augusztus 14. 20:45 CEST |

| Chesterfield | 1–2               | Tranmere Rovers                 |
| ------------ | ----------------- | ------------------------------- |
| Lester 109'  | (0–0) Jegyzőkönyv | 93' Stockton 120+2' Bell-Baggie |

| Proact Stadium, Chesterfield Nézőszám: 3088 Játékvezető: David Webb |

| 2012. augusztus 14. 20:45 CEST |

| Ipswich Town                         | 3–1               | Bristol Rovers |
| ------------------------------------ | ----------------- | -------------- |
| Scotland 40' Smith 56' Cresswell 84' | (1–1) Jegyzőkönyv | 26' Smith      |

| Portman Road, Ipswich Nézőszám: 8645 Játékvezető: Fred Graham |

| 2012. augusztus 14. 20:45 CEST |

| Stevenage                                      | 3–1               | Wimbledon   |
| ---------------------------------------------- | ----------------- | ----------- |
| Balkestein 14' (öngól) Dunne 38' Roberts 45+2' | (3–1) Jegyzőkönyv | 41' Kiernan |

| The Lamex Stadium, Stevenage Nézőszám: 2018 Játékvezető: Stuart Attwell |

| 2012. augusztus 14. 20:45 CEST |

| Exeter City | 1–2               | Crystal Palace                     |
| ----------- | ----------------- | ---------------------------------- |
| O'Flynn 2'  | (1–2) Jegyzőkönyv | 24' (11-esből) Easter 43' Dikgacoi |

| St James Park, Exeter Nézőszám: 3650 Játékvezető: Phil Gibbs |

| 2012. augusztus 14. 20:45 CEST |

| Yeovil Town                  | 3–0               | Colchester United |
| ---------------------------- | ----------------- | ----------------- |
| Hinds 4' 44' Marsh-Brown 79' | (2–0) Jegyzőkönyv |                   |

| Huish Park, Yeovil Nézőszám: 1907 Játékvezető: Simon Hooper |

| 2012. augusztus 14. 20:45 CEST |

| Birmingham City                                                              | 5–1               | Barnet    |
| ---------------------------------------------------------------------------- | ----------------- | --------- |
| King 38' (11-esből) Caldwell 49' Ambrose 54' Løvenkrands 90+1' Elliott 90+4' | (1–1) Jegyzőkönyv | 31' Nurse |

| St Andrew's, Birmingham Nézőszám: 9905 Játékvezető: Lee Collins |

| 2012. augusztus 14. 20:45 CEST |

| Bristol City  | 1–2               | Gillingham                            |
| ------------- | ----------------- | ------------------------------------- |
| Elliott 90+5' | (0–1) Jegyzőkönyv | 45+1' (11-esből) Kedwell 54' Strevens |

| Ashton Gate, Bristol Nézőszám: 4339 Játékvezető: David Coote |

| 2012. augusztus 14. 20:45 CEST |

| Northampton Town        | 2–1               | Cardiff City           |
| ----------------------- | ----------------- | ---------------------- |
| Artell 37' Nicholls 48' | (1–1) Jegyzőkönyv | 4' (11-esből) Helguson |

| Sixfields Stadium, Northampton Nézőszám: 2819 Játékvezető: David Phillips |

| 2012. augusztus 14. 20:45 CEST |

| Plymouth Argyle                        | 3–0               | Portsmouth |
| -------------------------------------- | ----------------- | ---------- |
| Gorman 45' Cowan-Hall 86' Chadwick 87' | (1–0) Jegyzőkönyv |            |

| Home Park, Plymouth Nézőszám: 5318 Játékvezető: Brendan Malone |

| 2012. augusztus 14. 20:45 CEST |

| Millwall                | 2–2               | Crawley Town                    |
| ----------------------- | ----------------- | ------------------------------- |
| Ward 23' Batt 85'       | (1–1) Jegyzőkönyv | 16' Akpan 56' Adams             |
| Büntetőpárbaj           |                   |                                 |
| Henderson Smith Trotter | 1–4               | Alexander Bulman McFadzean Hunt |

| The Den, London Nézőszám: 4050 Játékvezető: Dean Whitestone |

| 2012. augusztus 14. 20:45 CEST |

| Torquay United | 0–4               | Leicester City                            |
| -------------- | ----------------- | ----------------------------------------- |
|                | (0–2) Jegyzőkönyv | 21' Dyer 36' Marshall 50' James 77' Vardy |

| Plainmoor, Torquay Nézőszám: 3367 Játékvezető: Oliver Langford |

| 2012. augusztus 14. 20:45 CEST |

| Dagenham & Redbridge | 0–1               | Coventry City          |
| -------------------- | ----------------- | ---------------------- |
|                      | (0–0) Jegyzőkönyv | 90' (11-esből) Kilbane |

| Victoria Road, London Nézőszám: 1904 Játékvezető: Iain Williamson |

| 2012. augusztus 14. 20:45 CEST |

| Peterborough United                       | 4–0               | Southend United |
| ----------------------------------------- | ----------------- | --------------- |
| Tomlin 12' Taylor 28' Newell 29' Boyd 58' | (3–0) Jegyzőkönyv |                 |

| London Road, Peterborough Nézőszám: 3225 Játékvezető: Mark Brown |

| 2012. augusztus 14. 20:45 CEST |

| Swindon Town               | 3–0               | Brighton & Hove Albion |
| -------------------------- | ----------------- | ---------------------- |
| Benson 53' Navarro 64' 75' | (0–0) Jegyzőkönyv |                        |

| County Ground, Swindon Nézőszám: 5737 Játékvezető: Andy D'Urso |

| 2012. augusztus 14. 20:45 CEST |

| Charlton Athletic                              | 1–1               | Leyton Orient                    |
| ---------------------------------------------- | ----------------- | -------------------------------- |
| Wagstaff 28'                                   | (1–1) Jegyzőkönyv | 45+1' Baudry                     |
| Büntetőpárbaj                                  |                   |                                  |
| Jackson Wilson Green Wright-Phillips Pritchard | 3–4               | Symes Sawyer Chorley James Brunt |

| The Valley, London Nézőszám: 5914 Játékvezető: Gavin Ward |

| 2012. augusztus 14. 20:45 CEST |

| Oxford United                      | 0–0               | Bournemouth                      |
| ---------------------------------- | ----------------- | -------------------------------- |
|                                    | (0–0) Jegyzőkönyv |                                  |
| Büntetőpárbaj                      |                   |                                  |
| Craddock Smalley Rigg Chapman Batt | 5–3               | Daniels McDermott Clarke Grabban |

| Kassam Stadium, Oxford Nézőszám: 3788 Játékvezető: Darren Drysdale |

## Második kör
A második kört 2012. augusztus 15-én sorsolták ki, miután lezajlott az utolsó mérkőzés is az első körből. Az első körből továbbjutó 35 csapathoz csatlakoznak azok a Premier League-s csapatok, melyek előző szezonbeli eredményeik alapján nem indultak az európai kupasorozatokban és nem estek ki alacsonyabb osztályba. A második körben száll be a Premier League tavalyi szezonjában 18. és 19. helyen záró csapat, a Blackburn Rovers és a Bolton Wanderers is. A mérkőzéseket augusztus 28. és 30. között játszották.
| 2012. augusztus 28. 20:45 CEST |

| Preston North End                  | 4–1               | Crystal Palace |
| ---------------------------------- | ----------------- | -------------- |
| Wroe 2' 63' Sodje 18' Monakana 41' | (3–1) Jegyzőkönyv | 37' Wilbraham  |

| Deepdale, Preston Nézőszám: 5194 Játékvezető: Eddie Ilderton |

| 2012. augusztus 28. 20:45 CEST |

| Watford  | 1–2               | Bradford City           |
| -------- | ----------------- | ----------------------- |
| Anya 71' | (0–0) Jegyzőkönyv | 84' Reid 90+4' Thompson |

| Vicarage Road, Watford Nézőszám: 5560 Játékvezető: Christopher Sarginson |

| 2012. augusztus 28. 20:45 CEST |

| Swansea City             | 3–1               | Barnsley    |
| ------------------------ | ----------------- | ----------- |
| Graham 24' Moore 59' 88' | (1–0) Jegyzőkönyv | 69' Hassell |

| Liberty Stadion, Swansea Nézőszám: 9025 Játékvezető: Simon Hooper |

| 2012. augusztus 28. 20:45 CEST |

| Yeovil Town  | 2–4               | West Bromwich Albion                     |
| ------------ | ----------------- | ---------------------------------------- |
| Reid 15' 48' | (1–2) Jegyzőkönyv | 39' Brunt 45+1' 81' Long 73' El Ghanassy |

| Huish Park, Yeovil Nézőszám: 6228 Játékvezető: Darren Sheldrake |

| 2012. augusztus 28. 20:45 CEST |

| Coventry City                      | 3–2               | Birmingham City            |
| ---------------------------------- | ----------------- | -------------------------- |
| McDonald 20' Kilbane 22' Baker 97' | (2–2) Jegyzőkönyv | 4' Løvenkrands 44' Spector |

| Ricoh Arena, Coventry Nézőszám: 10859 Játékvezető: Dean Whitestone |

| 2012. augusztus 28. 20:45 CEST |

| West Ham United       | 2–0               | Crewe Alexandra |
| --------------------- | ----------------- | --------------- |
| Maynard 34' Maïga 55' | (1–0) Jegyzőkönyv |                 |

| Upton Park, London Nézőszám: 18053 Játékvezető: Fred Graham |

| 2012. augusztus 28. 20:45 CEST |

| Doncaster Rovers          | 3–2               | Hull City             |
| ------------------------- | ----------------- | --------------------- |
| Syers 30' 90+2' Jones 57' | (1–2) Jegyzőkönyv | 1' McLean 10' Simpson |

| Keepmoat Stadium, Doncaster Nézőszám: 4703 Játékvezető: Steven Rushton |

| 2012. augusztus 28. 20:45 CEST |

| Carlisle United        | 2–1               | Ipswich Town |
| ---------------------- | ----------------- | ------------ |
| Beck 90' Symington 99' | (0–1) Jegyzőkönyv | 23' Luongo   |

| Brunton Park, Carlisle Nézőszám: 3296 Játékvezető: Scott Mathieson |

| 2012. augusztus 28. 20:45 CEST |

| Reading                                               | 3–2               | Peterborough United   |
| ----------------------------------------------------- | ----------------- | --------------------- |
| Pogrebnyak 16' Gunter 19' Knight-Percival 38' (öngól) | (3–2) Jegyzőkönyv | 12' Taylor 17' Tomlin |

| Madejski Stadium, Reading Nézőszám: 7262 Játékvezető: Andy D'Urso |

| 2012. augusztus 28. 20:45 CEST |

| Sheffield Wednesday   | 1–0               | Fulham |
| --------------------- | ----------------- | ------ |
| Madine 50' (11-esből) | (0–0) Jegyzőkönyv |        |

| Hillsborough, Sheffield Nézőszám: 14177 Játékvezető: Paul Tierney |

| 2012. augusztus 28. 20:45 CEST |

| Leicester City           | 2–4               | Burton Albion                                         |
| ------------------------ | ----------------- | ----------------------------------------------------- |
| Knockaert 60' Futács 87' | (0–1) Jegyzőkönyv | 20' Palmer 53' Taylor 64' (11-esből) Weir 68' Maghoma |

| King Power Stadium, Leicester Nézőszám: 8560 Játékvezető: Darren Drysdale |

| 2012. augusztus 28. 20:45 CEST |

| Burnley                              | 1–1               | Plymouth Argyle                             |
| ------------------------------------ | ----------------- | ------------------------------------------- |
| Austin 37'                           | (1–0) Jegyzőkönyv | 20' Williams                                |
| Büntetőpárbaj                        |                   |                                             |
| Wallace Vokes Stanislas Hewitt Stock | 3–2               | Williams Young Lecointe Hourihane Blanchard |

| Turf Moor, Burnley Nézőszám: 4119 Játékvezető: Andrew Madley |

| 2012. augusztus 28. 20:45 CEST |

| Queens Park Rangers                         | 3–0               | Walsall |
| ------------------------------------------- | ----------------- | ------- |
| Wright-Phillips 29' Zamora 66' Bosingwa 84' | (1–0) Jegyzőkönyv |         |

| Loftus Road, London Nézőszám: 6129 Játékvezető: Michael Naylor |

| 2012. augusztus 28. 20:45 CEST |

| Stevenage         | 1–4               | Southampton                                 |
| ----------------- | ----------------- | ------------------------------------------- |
| Thalassitis 90+2' | (0–0) Jegyzőkönyv | 53' Lee 74' Sharp 76' Puncheon 90+3' Reeves |

| Broadhall Way, Stevenage Nézőszám: 3062 Játékvezető: Oliver Langford |

| 2012. augusztus 28. 20:45 CEST |

| Nottingham Forest | 1–4               | Wigan Athletic                                   |
| ----------------- | ----------------- | ------------------------------------------------ |
| Cox 47'           | (0–3) Jegyzőkönyv | 25' Boselli 35' Figueroa 44' Gómez 90' McManaman |

| City Ground, Nottingham Nézőszám: 7545 Játékvezető: Geoff Eltringham |

| 2012. augusztus 28. 20:45 CEST |

| Stoke City                        | 3–4               | Swindon Town                      |
| --------------------------------- | ----------------- | --------------------------------- |
| Jones 63' Walters 86' Crouch 111' | (0–2) Jegyzőkönyv | 27' 41' 119' Collins 105+4' Flint |

| Britannia Stadion, Stoke-on-Trent Nézőszám: 9147 Játékvezető: Nigel Miller |

| 2012. augusztus 28. 21:00 CEST |

| Aston Villa                 | 3–0               | Tranmere Rovers |
| --------------------------- | ----------------- | --------------- |
| Delph 38' Herd 66' Bent 81' | (1–0) Jegyzőkönyv |                 |

| Villa Park, Birmingham Nézőszám: 15319 Játékvezető: James Adcock |

| 2012. augusztus 28. 20:45 CEST |

| Crawley Town           | 2–1               | Bolton Wanderers |
| ---------------------- | ----------------- | ---------------- |
| Clarke 81' Ajose 90+2' | (0–1) Jegyzőkönyv | 21' Afobe        |

| Broadfield Stadium, Crawley Nézőszám: 2678 Játékvezető: Graham Scott |

| 2012. augusztus 28. 20:45 CEST |

| Gillingham | 0–2               | Middlesbrough        |
| ---------- | ----------------- | -------------------- |
|            | (0–1) Jegyzőkönyv | 23' Carayol 90' Park |

| Priestfield Stadium, Gillingham Nézőszám: 5146 Játékvezető: Gavin Ward |

| 2012. augusztus 28. 20:45 CEST |

| Milton Keynes Dons | 2–1               | Blackburn Rovers |
| ------------------ | ----------------- | ---------------- |
| Chadwick 52' 68'   | (0–0) Jegyzőkönyv | 83' Goodwillie   |

| Stadium mk, Milton Keynes Nézőszám: 5873 Játékvezető: Mick Russell |

| 2012. augusztus 28. 20:45 CEST |

| Leeds United                  | 3–0               | Oxford United |
| ----------------------------- | ----------------- | ------------- |
| Austin 26' Byram 38' Lees 74' | (2–0) Jegyzőkönyv |               |

| Elland Road, Leeds Nézőszám: 13713 Játékvezető: Gary Sutton |

| 2012. augusztus 28. 20:45 CEST |

| Sunderland      | 2–0               | Morecambe |
| --------------- | ----------------- | --------- |
| McClean 24' 65' | (1–0) Jegyzőkönyv |           |

| Stadium of Light, Sunderland Nézőszám: 22871 Játékvezető: Robert Madley |

| 2012. augusztus 28. 20:45 CEST |

| Norwich City                       | 2–1               | Scunthorpe United |
| ---------------------------------- | ----------------- | ----------------- |
| Lappin 32' Hoolahan 56' (11-esből) | (1–1) Jegyzőkönyv | 34' Duffy         |

| Carrow Road, Norwich Nézőszám: 13116 Játékvezető: Chris Foy |

| 2012. augusztus 29. 21:00 CEST |

| Everton                                           | 5–0               | Leyton Orient |
| ------------------------------------------------- | ----------------- | ------------- |
| Mirallas 16' 29' Osman 22' Anichebe 35' Gueye 67' | (4–0) Jegyzőkönyv |               |

| Goodison Park, Liverpool Nézőszám: 24124 Játékvezető: Roger East |

| 2012. augusztus 30. 20:45 CEST |

| Northampton Town | 1–3               | Wolverhampton Wanderers           |
| ---------------- | ----------------- | --------------------------------- |
| Platt 40'        | (1–2) Jegyzőkönyv | 16' Batth 45+1' Nouble 90+1' Sako |

| Sixfields Stadium, Northampton Nézőszám: 3758 Játékvezető: Darren Deadman |

## Harmadik kör
A harmadik kört 2012. augusztus 30-án sorsolták ki, miután lezajlott az utolsó mérkőzés is a második körből. A második körből továbbjutó 25 csapathoz csatlakoznak azok a Premier League-s csapatok, melyek előző szezonbeli eredményeik alapján indulhattak az európai kupasorozatokban (Arsenal, Chelsea, Liverpool, Manchester City, Manchester United, Newcastle United és Tottenham Hotspur). A mérkőzéseket szeptember 25-26-án játszották.
| 2012. szeptember 25. 20:45 CEST |

| Swindon Town                                   | 3–1               | Burnley    |
| ---------------------------------------------- | ----------------- | ---------- |
| Benson 19' Williams 42' Archibald-Henville 83' | (2–0) Jegyzőkönyv | 74' Austin |

| County Ground, Swindon Nézőszám: 7353 Játékvezető: Neil Adcock |

| 2012. szeptember 25. 20:45 CEST |

| West Ham United | 1–4               | Wigan Athletic                                 |
| --------------- | ----------------- | ---------------------------------------------- |
| Maïga 7'        | (1–3) Jegyzőkönyv | 14' 41' Boselli 38' Ramis 84' (11-esből) Gómez |

| Upton Park, London Nézőszám: 25934 Játékvezető: Craig Pawson |

| 2012. szeptember 25. 20:45 CEST |

| Chelsea                                                                  | 6–0               | Wolverhampton Wanderers |
| ------------------------------------------------------------------------ | ----------------- | ----------------------- |
| Cahill 4' Bertrand 7' Mata 17' Romeu 53' (11-esből) Torres 57' Moses 71' | (3–0) Jegyzőkönyv |                         |

| Stamford Bridge, London Nézőszám: 32569 Játékvezető: Neil Swarbrick |

| 2012. szeptember 25. 20:45 CEST |

| Southampton                  | 2–0               | Sheffield Wednesday |
| ---------------------------- | ----------------- | ------------------- |
| Rodriguez 30' 78' (11-esből) | (1–0) Jegyzőkönyv |                     |

| St. Mary’s Stadium, Southampton Nézőszám: 9890 Játékvezető: Mark Halsey |

| 2012. szeptember 25. 20:45 CEST |

| Preston North End | 1–3               | Middlesbrough                         |
| ----------------- | ----------------- | ------------------------------------- |
| King 40'          | (1–2) Jegyzőkönyv | 13' Ledesma 18' Zemmama 61' Smallwood |

| Deepdale, Preston Nézőszám: 4959 Játékvezető: Keith Stroud |

| 2012. szeptember 25. 20:45 CEST |

| Leeds United        | 2–1               | Everton    |
| ------------------- | ----------------- | ---------- |
| White 4' Austin 70' | (1–0) Jegyzőkönyv | 81' Distin |

| Elland Road, Leeds Nézőszám: 21164 Játékvezető: Lee Mason |

| 2012. szeptember 25. 20:45 CEST |

| Crawley Town            | 2–3               | Swansea City                    |
| ----------------------- | ----------------- | ------------------------------- |
| Simpson 45+1' Akpan 62' | (1–1) Jegyzőkönyv | 27' Michu 74' Graham 90+2' Monk |

| Broadfield Stadium, Crawley Nézőszám: 3963 Játékvezető: Robert Madley |

| 2012. szeptember 25. 20:45 CEST |

| Bradford City            | 3–2               | Burton Albion       |
| ------------------------ | ----------------- | ------------------- |
| Wells 83' 90' Darby 115' | (0–2) Jegyzőkönyv | 18' Kee 29' Webster |

| Valley Parade, Bradford Nézőszám: 4178 Játékvezető: Nigel Miller |

| 2012. szeptember 25. 20:45 CEST |

| Manchester City           | 2–4               | Aston Villa                                        |
| ------------------------- | ----------------- | -------------------------------------------------- |
| Balotelli 27' Kolarov 64' | (1–0) Jegyzőkönyv | 59' (öngól) Barry 70' 113' Agbonlahor 96' N'Zogbia |

| Etihad Stadium, Manchester Nézőszám: 28015 Játékvezető: Phil Dowd |

| 2012. szeptember 25. 20:45 CEST |

| Milton Keynes Dons | 0–2               | Sunderland              |
| ------------------ | ----------------- | ----------------------- |
|                    | (0–0) Jegyzőkönyv | 54' Gardner 82' McClean |

| Stadium mk, Milton Keynes Nézőszám: 10489 Játékvezető: Stuart Attwell |

| 2012. szeptember 26. 20:45 CEST |

| Manchester United          | 2–1               | Newcastle United |
| -------------------------- | ----------------- | ---------------- |
| Anderson 44' Cleverley 58' | (1–0) Jegyzőkönyv | 62' Cissé        |

| Old Trafford, Manchester Nézőszám: 46358 Játékvezető: Anthony Taylor |

| 2012. szeptember 26. 20:45 CEST |

| Queens Park Rangers   | 2–3               | Reading                              |
| --------------------- | ----------------- | ------------------------------------ |
| Hoilett 14' Cissé 71' | (1–1) Jegyzőkönyv | 16' Gorkšs 76' Shorey 81' Pogrebnyak |

| Loftus Road, London Nézőszám: 11652 Játékvezető: Roger East |

| 2012. szeptember 26. 20:45 CEST |

| Norwich City | 1–0               | Doncaster Rovers |
| ------------ | ----------------- | ---------------- |
| Tettey 26'   | (1–0) Jegyzőkönyv |                  |

| Carrow Road, Norwich Nézőszám: 13902 Játékvezető: Darren Deadman |

| 2012. szeptember 26. 20:45 CEST |

| Arsenal                                                                  | 6–1               | Coventry City |
| ------------------------------------------------------------------------ | ----------------- | ------------- |
| Giroud 39' Oxlade-Chamberlain 57' Arsavin 63' Walcott 74' 90' Miquel 80' | (1–0) Jegyzőkönyv | 78' Ball      |

| Emirates Stadium, London Nézőszám: 58351 Játékvezető: Mike Jones |

| 2012. szeptember 26. 20:45 CEST |

| Carlisle United | 0–3               | Tottenham Hotspur                          |
| --------------- | ----------------- | ------------------------------------------ |
|                 | (0–1) Jegyzőkönyv | 37' Vertonghen 53' Townsend 89' Sigurðsson |

| Brunton Park, Carlisle Nézőszám: 12625 Játékvezető: Kevin Friend |

| 2012. szeptember 26. 21:00 CEST |

| West Bromwich Albion | 1–2               | Liverpool     |
| -------------------- | ----------------- | ------------- |
| Tamaș 3'             | (1–1) Jegyzőkönyv | 17' 82' Şahin |

| The Hawthorns, Birmingham Nézőszám: 21164 Játékvezető: Michael Oliver |

## Nyolcaddöntők
A nyolcaddöntőt 2012. szeptember 26-án sorsolták ki, miután lezajlott az utolsó mérkőzés is a harmadik körből. A mérkőzéseket október 30-31-én játszották.
| 2012. október 30. 20:45 CET |

| Swindon Town   | 2–3               | Aston Villa                    |
| -------------- | ----------------- | ------------------------------ |
| Storey 78' 81' | (0–2) Jegyzőkönyv | 30' 90' Benteke 39' Agbonlahor |

| County Ground, Swindon Nézőszám: 14434 Játékvezető: Stuart Attwell |

| 2012. október 30. 20:45 CET |

| Wigan Athletic             | 0–0               | Bradford City                  |
| -------------------------- | ----------------- | ------------------------------ |
| Storey 78' 81'             | (0–0) Jegyzőkönyv | 30' 90' Benteke 39' Agbonlahor |
| Büntetőpárbaj              |                   |                                |
| Jones Watson Maloney Gómez | 2–4               | Doyle Jones Darby Connell      |

| DW Stadion, Wigan Nézőszám: 11777 Játékvezető: Roger East |

| 2012. október 30. 20:45 CET |

| Leeds United                      | 3–0               | Southampton |
| --------------------------------- | ----------------- | ----------- |
| Tonge 35' Diouf 88' Becchio 90+3' | (1–0) Jegyzőkönyv |             |

| Elland Road, Leeds Nézőszám: 17002 Játékvezető: Chris Foy |

| 2012. október 30. 20:45 CET |

| Reading                                                                    | 5–7               | Arsenal                                                               |
| -------------------------------------------------------------------------- | ----------------- | --------------------------------------------------------------------- |
| Roberts 12' Koscielny 18' (öngól) Leigertwood 20' Hunt 37' Pogrebnyak 116' | (4–1) Jegyzőkönyv | 45+2' 90+6' 120+1' Walcott 64' Giroud 89' Koscielny 103' 120+3' Samáh |

| Madejski Stadium, Reading Nézőszám: 23980 Játékvezető: Kevin Friend |

| 2012. október 30. 20:45 CET |

| Sunderland | 0–1               | Middlesbrough |
| ---------- | ----------------- | ------------- |
|            | (0–1) Jegyzőkönyv | 39' McDonald  |

| Stadium of Light, Sunderland Nézőszám: 32535 Játékvezető: Phil Dowd |

| 2012. október 31. 20:45 CET |

| Chelsea                                                                           | 5–4               | Manchester United                                |
| --------------------------------------------------------------------------------- | ----------------- | ------------------------------------------------ |
| Luiz 31' (11-esből) Cahill 52' Hazard 90+4' (11-esből) Sturridge 97' Ramires 116' | (1–2) Jegyzőkönyv | 22' 120' (11-esből) Giggs 43' Hernández 59' Nani |

| Stamford Bridge, London Nézőszám: 41126 Játékvezető: Lee Mason |

| 2012. október 31. 20:45 CET |

| Norwich City                       | 2–1               | Tottenham Hotspur |
| ---------------------------------- | ----------------- | ----------------- |
| Vertonghen 84' (öngól) Jackson 87' | (0–0) Jegyzőkönyv | 66' Bale          |

| Carrow Road, Norwich Nézőszám: 16465 Játékvezető: Jonathan Moss |

| 2012. október 31. 21:00 CET |

| Liverpool  | 1–3               | Swansea City                       |
| ---------- | ----------------- | ---------------------------------- |
| Suárez 76' | (0–1) Jegyzőkönyv | 34' Chico 72' Dyer 90+4' de Guzmán |

| Anfield Road, Liverpool Nézőszám: 37521 Játékvezető: Lee Probert |

## Negyeddöntők
A negyeddöntőt 2012. október 31-én sorsolták ki, miután lezajlott az utolsó mérkőzés is a nyolcaddöntőből. A mérkőzéseket december 11-12-én játszották. A Chelsea a FIFA-klubvilágbajnokságon való részvétele miatt egy héttel később játszott.
| 2012. december 11. 20:45 CET |

| Norwich City | 1–4               | Aston Villa                            |
| ------------ | ----------------- | -------------------------------------- |
| Morison 19'  | (1–1) Jegyzőkönyv | 21' Holman 79' 85' Weimann 90' Benteke |

| Carrow Road, Norwich Nézőszám: 26142 Játékvezető: Michael Oliver |

| 2012. december 11. 20:45 CET |

| Bradford City                         | 1–1               | Arsenal                                             |
| ------------------------------------- | ----------------- | --------------------------------------------------- |
| Thompson 16'                          | (1–0) Jegyzőkönyv | 88' Vermaelen                                       |
| Büntetőpárbaj                         |                   |                                                     |
| Doyle G. Jones Darby Connell R. Jones | 3–2               | Cazorla Samáh Wilshere Oxlade-Chamberlain Vermaelen |

| Valley Parade, Bradford Nézőszám: 23971 Játékvezető: Mike Dean |

| 2012. december 12. 20:45 CET |

| Swansea City         | 0–0               | Middlesbrough |
| -------------------- | ----------------- | ------------- |
| Hines 81' (11-esből) | (1–0) Jegyzőkönyv |               |

| Liberty Stadion, Swansea Nézőszám: 15048 Játékvezető: Lee Probert |

| 2012. december 19. 20:45 CET |

| Leeds United | 1–5               | Chelsea                                               |
| ------------ | ----------------- | ----------------------------------------------------- |
| Becchio 37'  | (1–0) Jegyzőkönyv | 47' Mata 64' Ivanović 66' Moses 81' Hazard 83' Torres |

| Elland Road, Leeds Nézőszám: 33816 Játékvezető: Andre Marriner |

## Elődöntők
Az elődöntőt 2012. december 19-én sorsolták ki, miután lezajlott az utolsó mérkőzés is a negyeddöntőből.
Az első mérkőzéseket január 8-9-én, míg a visszavágókat január 22-23-án játszották.

### 1. mérkőzés
| 2013. január 8. 20:45 CET |

| Bradford City                    | 3–1               | Aston Villa |
| -------------------------------- | ----------------- | ----------- |
| Wells 19' McArdle 77' McHugh 88' | (1–0) Jegyzőkönyv | 82' Weimann |

| Valley Parade, Bradford Nézőszám: 22245 Játékvezető: Howard Webb |

| 2013. január 9. 20:45 CET |

| Chelsea | 0–2               | Swansea City           |
| ------- | ----------------- | ---------------------- |
|         | (0–1) Jegyzőkönyv | 39' Michu 90+1' Graham |

| Stamford Bridge, London Nézőszám: 40172 Játékvezető: Anthony Taylor |

### 2. mérkőzés
| 2013. január 22. 20:45 CET |

| Aston Villa             | 2–1               | Bradford City |
| ----------------------- | ----------------- | ------------- |
| Benteke 24' Weimann 89' | (1–0) Jegyzőkönyv | 55' Hanson    |

| Villa Park, Birmingham Nézőszám: 40193 Játékvezető: Phil Dowd |

- Továbbjutott a Bradford City 4-3-as összesítéssel

| 2013. január 23. 20:45 CET |

| Swansea City | 0–0               | Chelsea |
| ------------ | ----------------- | ------- |
|              | (0–0) Jegyzőkönyv |         |

| Liberty Stadion, Swansea Nézőszám: 19506 Játékvezető: Chris Foy |

- Továbbjutott a Swansea City 2-0-as összesítéssel

## Döntő
| 2013. február 24. 17:00 CET |

| Bradford City | 0–5               | Swansea City                                          |
| ------------- | ----------------- | ----------------------------------------------------- |
|               | (0–2) Jegyzőkönyv | 16' 48' Dyer 40' Michu 59' (11-esből) 90+1' de Guzmán |

| Wembley Stadium, London Nézőszám: 82597 Játékvezető: Kevin Friend |

| 2012–2013-as angol labdarúgó-ligakupa |
| ------------------------------------- |
| Swansea City Első cím                 |

## Statisztika
| # | Játékos            | Klub              | Gólok |
| - | ------------------ | ----------------- | ----- |
| 1 | Theo Walcott       | Arsenal           | 5     |
| 2 | Christian Benteke  | Aston Villa       | 4     |
| 2 | Andreas Weimann    | Aston Villa       | 4     |
| 4 | Gabriel Agbonlahor | Aston Villa       | 3     |
| 4 | Charlie Austin     | Burnley           | 3     |
| 4 | Luciano Becchio    | Leeds United      | 3     |
| 4 | Mauro Boselli      | Wigan Athletic    | 3     |
| 4 | James Collins      | Swindon Town      | 3     |
| 4 | Nathan Dyer        | Swansea City      | 3     |
| 4 | Danny Graham       | Swansea City      | 3     |
| 4 | Jonathan de Guzmán | Swansea City      | 3     |
| 4 | James McClean      | Sunderland        | 3     |
| 4 | Michu              | Swansea City      | 3     |
| 4 | Pavel Pogrebnyak   | Reading           | 3     |
| 4 | Nahki Wells        | Bradford City     | 3     |
| 4 | Nicky Wroe         | Preston North End | 3     |

| # | Játékos             | Klub                 | Gólpasszok |
| - | ------------------- | -------------------- | ---------- |
| 1 | Michael Jacobs      | Derby County         | 5          |
| 1 | Gary Jones          | Bradford City        | 5          |
| 3 | Andrej Arsavin      | Arsenal              | 4          |
| 3 | Christian Benteke   | Aston Villa          | 4          |
| 3 | Juan Mata           | Chelsea              | 4          |
| 3 | Andy Williams       | Swindon Town         | 4          |
| 7 | Darren Ambrose      | Birmingham City      | 3          |
| 7 | Anderson            | Manchester United    | 3          |
| 7 | Chris Brunt         | West Bromwich Albion | 3          |
| 7 | Jonathan de Guzmán  | Swansea City         | 3          |
| 7 | Jay Emmanuel-Thomas | Ipswich Town         | 3          |
| 7 | Chris Gunter        | Reading              | 3          |
| 7 | Stephen Ireland     | Aston Villa          | 3          |
| 7 | Jay McEveley        | Swindon Town         | 3          |
| 7 | Victor Moses        | Chelsea              | 3          |
| 7 | Wayne Routledge     | Swansea City         | 3          |
| 7 | Theo Walcott        | Arsenal              | 3          |

## Fordítás
- Ez a szócikk részben vagy egészben  a(z)   2012–13 Football League Cup című angol Wikipédia-szócikk fordításán alapul.  Az eredeti cikk szerkesztőit annak laptörténete sorolja fel. Ez a jelzés csupán a megfogalmazás eredetét és a szerzői jogokat jelzi, nem szolgál a cikkben szereplő információk forrásmegjelöléseként.